# Dziki (województwo zachodniopomorskie)
Dziki – wieś w Polsce położona w województwie zachodniopomorskim, w powiecie szczecineckim, w gminie Szczecinek, pomiędzy jeziorem Dziczym, a jeziorem Remierzewo.
Zobacz też: Dziki, Dziki Bór, Dzikie